# Eraquenavu Anzevaci
Eraquenavu Anzevaci (em armênio: Երախնավու Անձևացի; romaniz.: Eraχnavu Anjewacʼi) foi um suposto nobre armênio (nacarar) do século II/I da família Anzevaci, ativo no final do reinado de Artavasdes I (r. 160–115 a.C.) e durante o reinado de seu irmão e sucessor Tigranes I (r. 120–95 a.C.).

## Nome
Eraquenavu (Երախնավու, Eraχnavu) é um nome armênio cuja origem é incerta. A única ocorrência conhecida está na obra de Moisés de Corene, que cita uma personagem possivelmente ficcional.

## Vida
Segundo Moisés de Corene, Eraquenavu pertencia à família Anzevaci e aparece pela primeira vez no fim do reinado do rei artaxíada Artavasdes I (r. 160–115 a.C.). Como Artavasdes não tinha herdeiros, foi sucedido por seu irmão Tigranes I (r. 120–95 a.C.), mas deixou suas propriedades para Eraquenavu, pois o considerava um homem seleto, moderado nos desejos da carne. Também recebeu de Artavasdes o comando do exército do lesta da Armênia e lhe confiou seu amigo Druaspe, que havia criado vínculos matrimoniais com os nobres da Vaspuracânia e recebeu a cidade de Tateom (atual Diadine) com seus vinhedos. Eraquenavu, com o eventual falecimento de Artavasdes, desposou uma de suas viúvas, que trouxe da Grécia. Seu destino depois disso é desconhecido.